# Айдахо-Фоллс
Айдахо-Фоллс (англ. Idaho Falls — адміністративний центр округу Бонневілл, штат Айдахо, США. Це місто є четвертим за населенням у Айдахо та найбільшим містом поза межами агломерації Бойсі.
Місто є важливим центром для східної частини Айдахо та західної частини Вайомінгу. Через свою відносну економічну життєздатність, високу якість життя, можливості для відпочинку на природі місто часто з'являється у «списках найкращих місць для життя». Обслуговується Регіональним Аеропортом Айдахо-Фоллс. В місті є своя бейсбольна команда «Idaho Falls Chukars».

## Історія
Місто починалось з будівель, що оточували дерев'яний Міст Тейлора через річку Снейк, що був важливою ланкою у «Монтанському Шляху». Міст в 1865 році побудував Джеймс Тейлор, тогочасний «далекобійник». Завдяки мосту утворився новий маршрут, що веде на захід і північ, що свого часу посприяло масовій міграції на Захід. Спочатку місто називалося Ігл-Рок (англ. Eagle Rock, дослівно — «орлина скеля») через заселеність орлами острову на річці Снейк. Наприкінці 1870-х років через Ігл-Рок з Юти в місто Б'ют (Монтана), багате мідними покладами, була прокладена залізниця. Це призвело до великого притоку першопоселенців і розвитку інфраструктури міста. У 1891 році місто було перейменовано в Айдахо-Фоллс (англ. Falls — водоспади). У 1895 році навколо міста була споруджена велика зрошувальна система. У 1949 році на заході від Айдахо-Фоллс був побудований науково-дослідний комплекс з вивчення ядерної енергетики Idaho National Laboratory. На травень 2012 року чисельність співробітників комплексу становила понад 8000 осіб.

## Географія
Айдахо-Фоллс розташоване за координатами 43°29′15″ пн. ш. 112°2′9″ зх. д. / 43.48750° пн. ш. 112.03583° зх. д. (43.487517, -112.035712).  За даними Бюро перепису населення США в 2010 році місто мало площу 59,06 км², з яких 57,88 км² — суходіл та 1,18 км² — водойми.

### Клімат
Місто розташоване у зоні тропічних напівпустель. Найтепліший місяць — липень з середньою температурою 21,2 °C (70,2 °F). Найхолодніший місяць — січень, з середньою температурою -5,4 °С (22,2 °F).
| Клімат Айдахо-Фоллс     | Клімат Айдахо-Фоллс | Клімат Айдахо-Фоллс | Клімат Айдахо-Фоллс | Клімат Айдахо-Фоллс | Клімат Айдахо-Фоллс | Клімат Айдахо-Фоллс | Клімат Айдахо-Фоллс | Клімат Айдахо-Фоллс | Клімат Айдахо-Фоллс | Клімат Айдахо-Фоллс | Клімат Айдахо-Фоллс | Клімат Айдахо-Фоллс | Клімат Айдахо-Фоллс |
| Показник                | Січ.                | Лют.                | Бер.                | Квіт.               | Трав.               | Черв.               | Лип.                | Серп.               | Вер.                | Жовт.               | Лист.               | Груд.               | Рік                 |
| Абсолютний максимум, °C | 9,3                 | 13,9                | 18,8                | 24,9                | 26,9                | 32,7                | 38,1                | 37,2                | 31,9                | 23,9                | 14,3                | 8,2                 | 38,1                |
| Середній максимум, °C   | −0,7                | 2,3                 | 9,3                 | 15,2                | 20,3                | 25,6                | 30,7                | 30,6                | 24,3                | 16,3                | 6,4                 | −0,5                | 15,1                |
| Середня температура, °C | −5,4                | −3,1                | 3,1                 | 7,8                 | 12,5                | 17,1                | 21,2                | 20,6                | 15,1                | 8,3                 | 0,8                 | −5,1                | 7,8                 |
| Середній мінімум, °C    | −10,2               | −6,2                | −3,2                | 0,8                 | 4,8                 | 8,6                 | 11,7                | 11,4                | 7,7                 | 2,7                 | −3                  | −6,9                | 0,6                 |
| Абсолютний мінімум, °C  | −10,6               | −8,4                | −3,4                | 0,3                 | 4,7                 | 8,6                 | 9                   | 10,7                | 5,8                 | 0,4                 | −4,7                | −9,7                | −10,6               |
| Норма опадів, мм        | 27.9                | 27.9                | 35.6                | 35.6                | 50.8                | 35.6                | 15.2                | 17.8                | 25.4                | 27.9                | 33                  | 30.5                | 363.2               |
| ----------------------- | ------------------- | ------------------- | ------------------- | ------------------- | ------------------- | ------------------- | ------------------- | ------------------- | ------------------- | ------------------- | ------------------- | ------------------- | ------------------- |
| Джерело: Weatherbase    |                     |                     |                     |                     |                     |                     |                     |                     |                     |                     |                     |                     |                     |

## Економіка
Айдахо-Фоллс є регіональним центром охорони здоров'я, туризму та бізнесу в східному Айдахо.
Економіка була переважно сільськогосподарською до відкриття Національного Центру Випробування Реакторів в пустелі трохи західніше міста в 1949 році. Згодом місто стало залежним від високооплачуваних посад у Національній Лабораторії Айдахо. Лабораторія кілька разів скорочувала штат працівників у 1993. Тоді в місті з'явилися декілька колл-центрів, торговельні та розважальні заклади, ресторани та регіональний медичний центр.
2010 року газета «Business Week» внесла Айдахо-Фоллс в «Список найкращих міст для виховування дітей», журнал «Forbes» вніс місто у «Список найкращих маленьких міст для бізнесу та кар'єрного росту», а сайт money.cnn.com вніс його в «Список найкращих 100 міст у 2010 році».
В Айдахо-Фоллс розташований офіс Об'єднання виробників картоплі Айдахо та управління 7 округу Департаменту Охорони Здоров'я та Добробуту. Також в місті розташовані офіси деяких національних корпорацій середнього розміру таких, як North Wind, Press-A-Print та Melaleuca.
Станом на січень 2007 середня вартість будинку в Айдахо-Фоллс становила $224 800. Безробіття 2,7 %.

## Культура

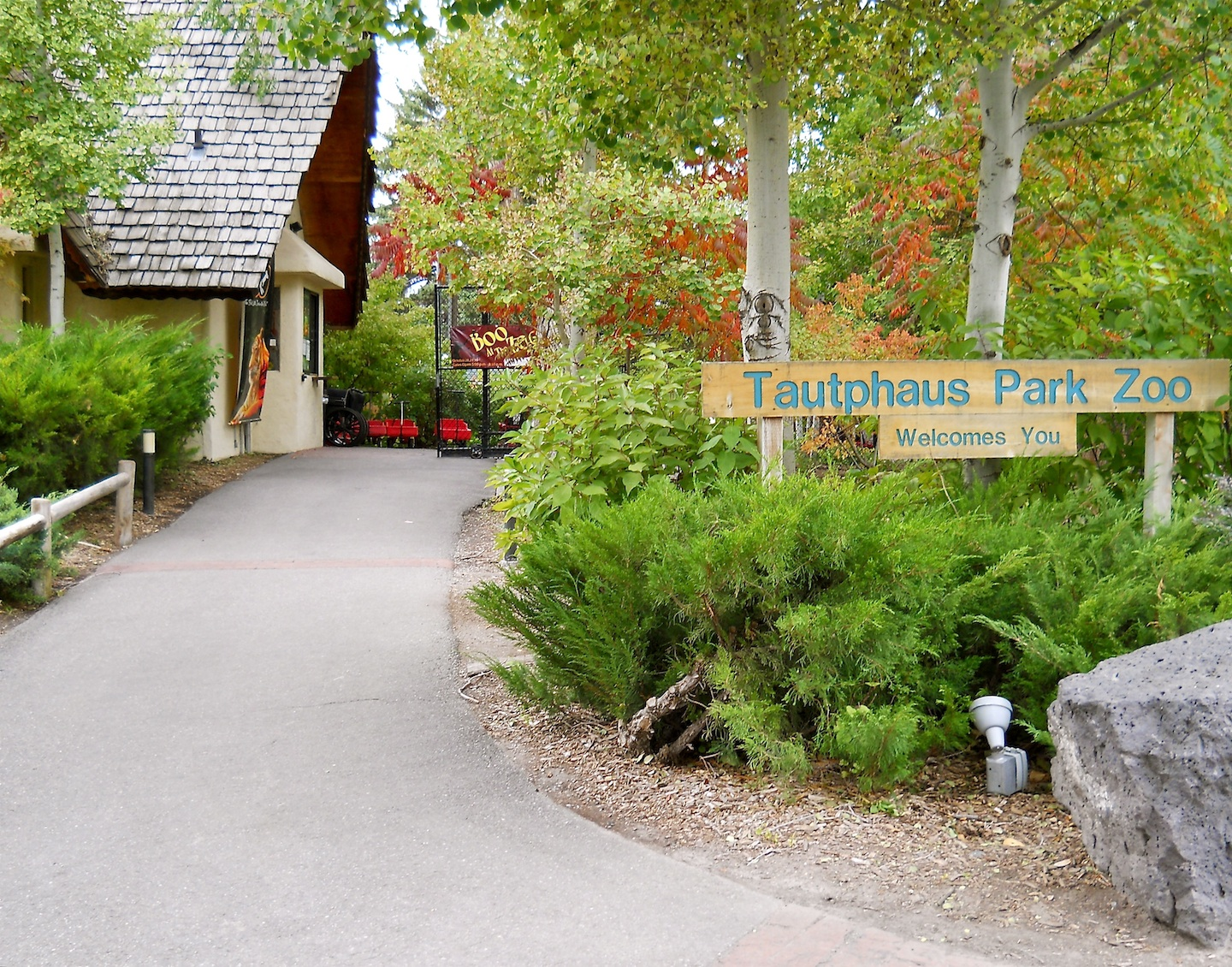
Вхід в зоопарк Айдахо-Фоллс

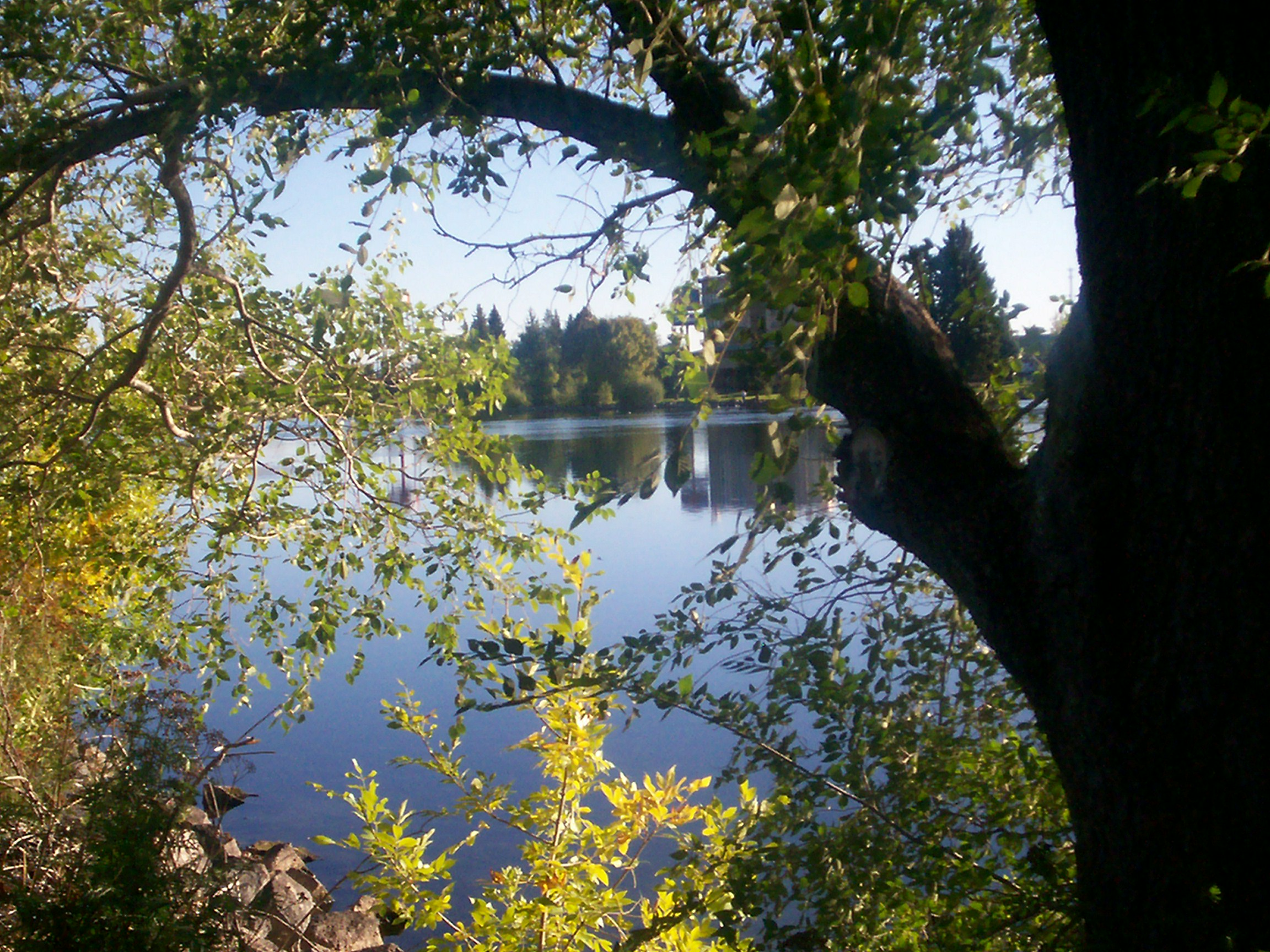
Річка Снейк

Айдахо-Фоллс зарекомендував себе як регіональний культурний центр. В Артцентрі Віллард, Колоніальному Театрі та Громадській Аудиторії постійно відбуваються різні концерти, п'єси та інші події. У зеленій зоні довкола річки Снейк проходять такі події, як святкування Дня Незалежності США, Фестиваль Кричущої Молоді, Фермерський ярмарок та інші.
В Музеї Айдахо виставлені експонати пов'язані з місцевою історією, а також кістки динозаврів, Біблії Гутенберга, уламки Титаніка та «Виставка тіл».
Місто приваблює туристів, які відвідують національні парки Єллоустон, Гранд Тетон та Джексон Хоул та які рибалять на річці Снейк. Через це Національне географічне товариство включило Айдахо-Фоллс в «Список 100 найкращих міст для пригод».

## Райони

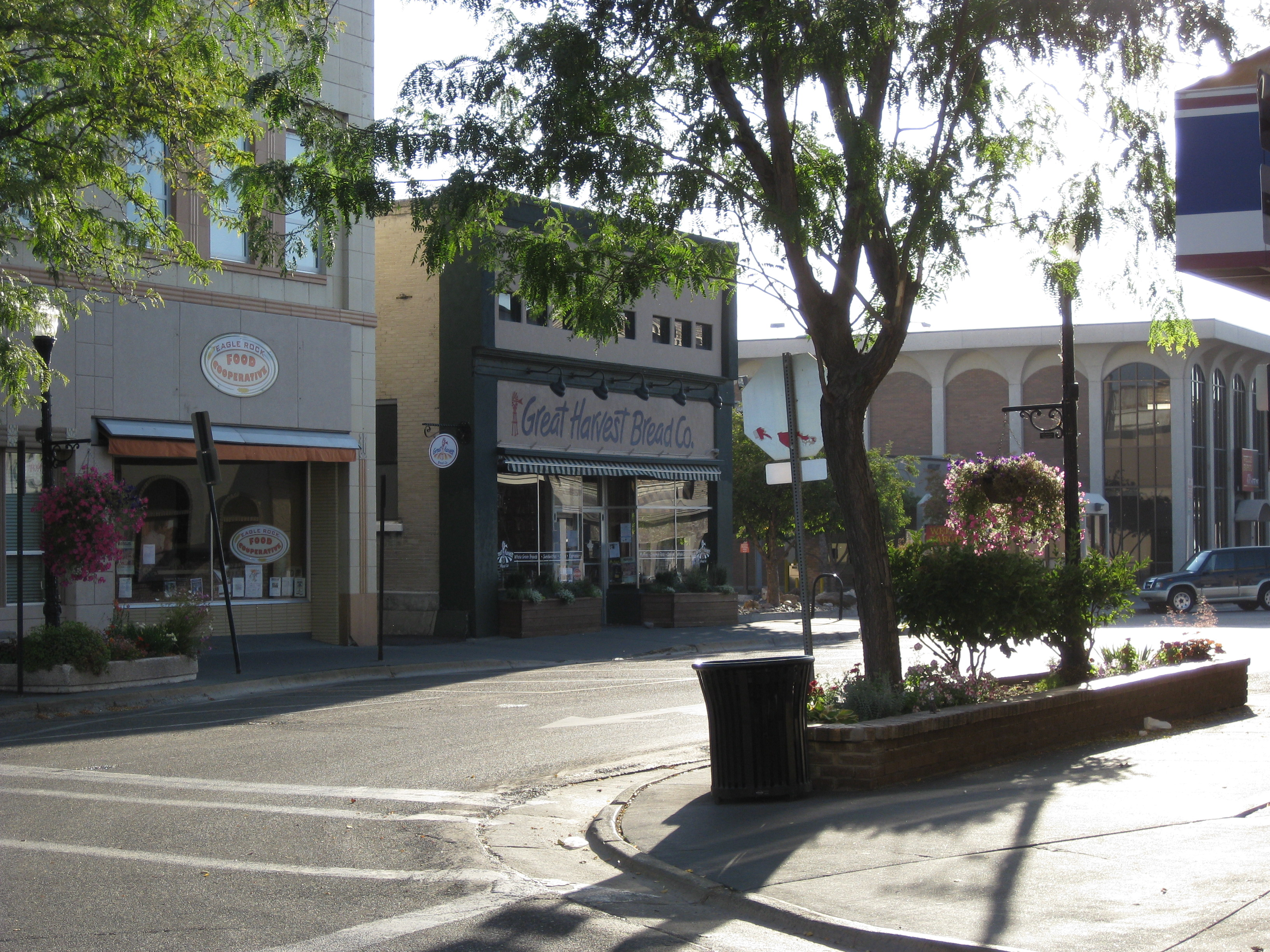
Вулиця «А» в центрі міста

- Історичний Центр — лежить вздовж східного берега річки між Меморіал драйв та Єлоустон авеню. Кожного року там з'являється ще більше кафе, магазинів та мистецьких центрів. Більшість подій відбуваються саме в центрі.
- Нумеровані вулиці — перший заздалегідь спланований район. Засаджені деревами вулиці простягаються з заходу на схід від Південного бульвару до Холмс авеню. Напрям руху на непарних вулицях із заходу на схід, і навпаки на парних. Останнім часом район став дуже бажаним місцем для проживання через розвиток сусіднього Історичного центру. Тут знаходяться парк Кейт Курлі, Веслі В. Дайст Акватік Центр та Історичний квартал 11-ї вулиці.
- Західна частина — лежить вздовж західного берега річки Снейк. Цей район створює враження маленького містечка, бо він здається занадто спокійним у порівнянні зі східним берегом. Північна частина району була побудована у 1960-х після чого район розростався на південь. Сьогодні від Західної частини очікують бурхливого розвитку через відкриття заводу зі збагачення урану та інших великих підприємств. У Західній частині розташований Регіональний Аеропорт Айдахо-Фоллс.

## Освіта

### Вища освіта
Попри те, що тут є відділення Університету Айдахо та Університету Бригам Янг-Айдахо (колишній коледж Рікс), USA Today назвало Айдахо-Фоллс найбільшим містом в США без традиційного коледжу.
В місті розташовані декілька вищих навчальних закладів, серед яких Технічний Коледж Східного Айдахо заснований у 1969 як професійно-технічний коледж. Коледж Стівен-Хінагер та Університет Фінікса відкрили місцеві відділення щоб допомогти студентам в онлайн-навчанні.
Унікальний студентський кампус, який називається Юніверсіті Плейс, пропонує «подвійну освіту» в Університеті Штату Айдахо (місто Покателло) та Університеті Айдахо (місто Москов). Зазвичай студенти вивчають базові дисципліни в Юніверсіті Плейс а потім переходять в головний кампус одного з цих університетів де і закінчують освіту. Тим не менш Юніверсіті Плейс пропонує декілька десятків програм навчання, як повних, так і неповних. Кампус також може похвалитися високотехнологічними об'єктами, такими як Центр передових енергетичних досліджень (англ. Center for Advanced Energy Studies). Він керується партнерством трьох дослідницьких університетів Айдахо (Університет Айдахо, Університет Штату Айдахо та Університет Бойсе) та Національною лабораторією Айдахо.
Незважаючи на недостатню кількість традиційних коледжів, досить великий відсоток жителів міста мають вчені ступені та здійснюють серйозні дослідження.

### Шкільна освіта
Айдахо-Фоллс ділиться на два шкільних округи: 91-й округ Айдахо-Фоллс та 93-й спільний Бонневільський округ. 91-й округ обслуговує західну частину округу Бонневіль та більшу частину міста Айдахо-Фоллс. 93-й округ обслуговує східну частину округу Бонневіл, включаючи передмістя Аммон, Айона та Юкон.
Два шкільні округи мають загалом 4 державні старші школи, 2 альтернативні старші школи та одну спеціалізовану старшу школу. В 91-му окрузі знаходяться старші школи Айдахо-Фоллс та Скайлайн, альтернативна старша школа Емерсон та спеціалізована школа Компасс Екедемі. В 93-му окрузі знаходяться старші школи Хіллкрест та Бонневіль, альтернативна старша школа Лінкольн.
Середніми школами 91-го округу є Тейлорв'ю та Ігл Рок. В 93-му окрузі знаходяться середні школи Сендкрік, Рокі Маунтін та альтернативна середня школа Телфор Екедемі. Діють 25 державних початкових шкіл, серед яких спеціалізована школа ім. А. Х. Буша для математики та науки 91-го округу. Також є велика кількість приватних шкіл.

## Демографія
Згідно з переписом 2010 року, у місті мешкало 56 813 осіб у 21 203 домогосподарствах у складі 14 510 родин. Густота населення становила 962 особи/км².  Було 22977 помешкань (389/км²).
Расовий склад населення:
| - 89,3 % — білих - 1,0 % — корінних американців - 1,0 % — азіатів - 0,7 % — чорних або афроамериканців - 0,1 % — вихідців з тихоокеанських островів - 5,6 % — осіб інших рас |

До двох чи більше рас належало 2,3 %. Частка іспаномовних становила 12,9 % від усіх жителів.
За віковим діапазоном населення розподілялося таким чином: 29,3 % — особи молодші 18 років, 58,9 % — особи у віці 18—64 років, 11,8 % — особи у віці 65 років та старші. Медіана віку мешканця становила 32,2 року. На 100 осіб жіночої статі у місті припадало 98,1 чоловіків;  на 100 жінок у віці від 18 років та старших — 95,4 чоловіків також старших 18 років.
Середній дохід на одне домашнє господарство  становив 62 099 доларів США (медіана — 44 580), а середній дохід на одну сім'ю — 71 076 доларів (медіана — 52 852). Медіана доходів становила 45 593 долари для чоловіків та 29 981 долар для жінок. За межею бідності перебувало 15,9 % осіб, у тому числі 19,8 % дітей у віці до 18 років та 7,0 % осіб у віці 65 років та старших.
Цивільне працевлаштоване населення становило 25 884 особи. Основні галузі зайнятості: освіта, охорона здоров'я та соціальна допомога — 22,1 %, науковці, спеціалісти, менеджери — 13,6 %, роздрібна торгівля — 12,6 %.

## Видатні вихідці
- Чендлер Броссард — письменник, автор роману «Той, хто гуляє у темряві»
- Грегорі Карр — телекомунікаційний підприємець та філантроп
- Стівен Карр — єдиний американець, якого коли-небудь обирали в Постійну Комісію Міжнародного руху Червоного Хреста і Червоного Півмісяця
- Барзілла Кларк — губернатор Айдахо у 1937—1939
- Майк Крейпо — сенатор від штату Айдахо з 1998 року.
- Дейм Дарсі — знаменита карикатуристка
- Джаред Голд — модельєр
- Грег Хейл — гітарист в британському рок-гурті «Spiritualized»
- Мері Корнман — акторка
- Йо Мьорфі — популярний гравець в американський футбол
- Патрік Скілтон — актор
- Френк Вандерслут — бізнесмен, власник Melaleuca Inc.

## Галерея

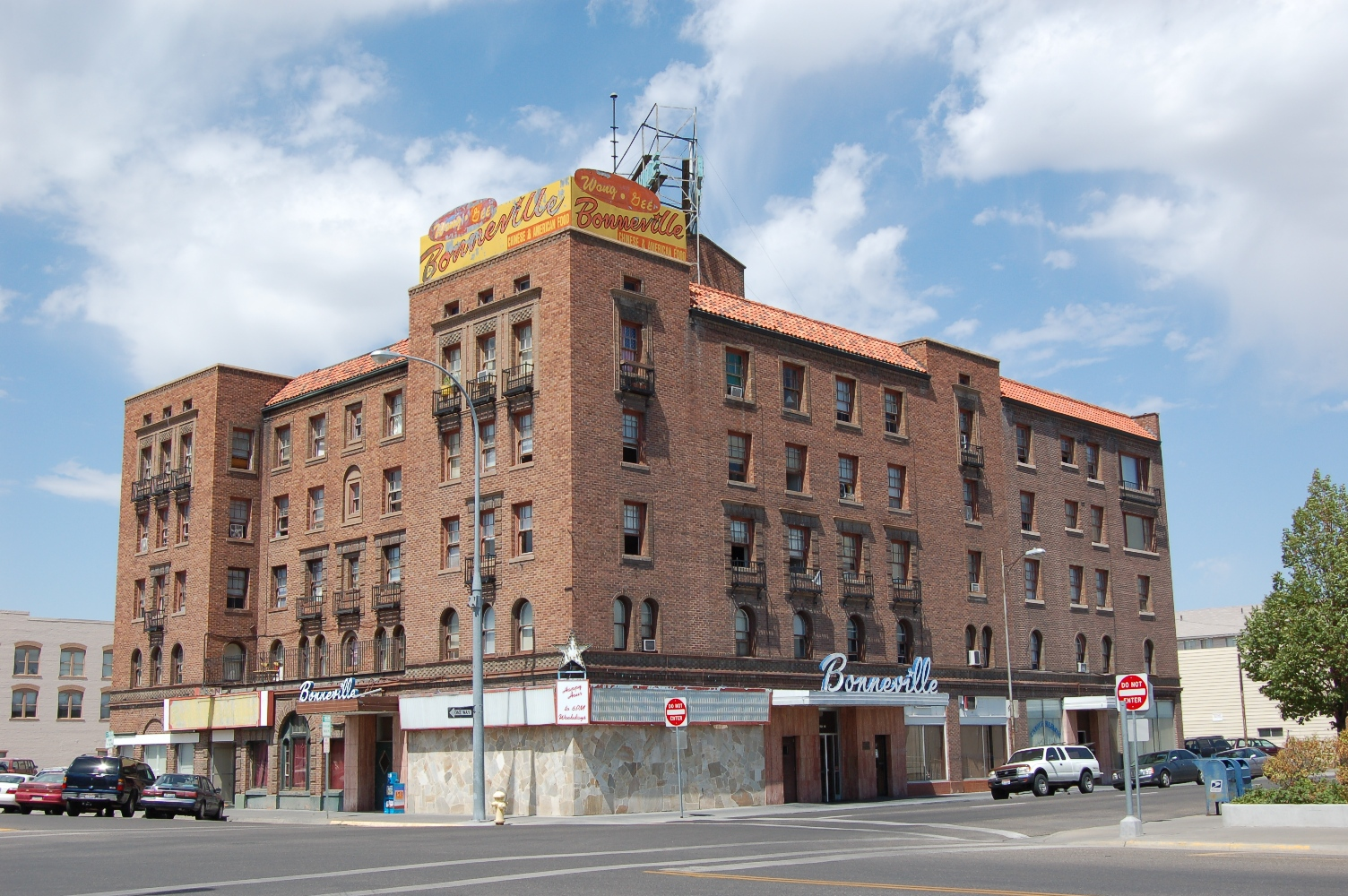
Готель Бонневіль в центрі міста
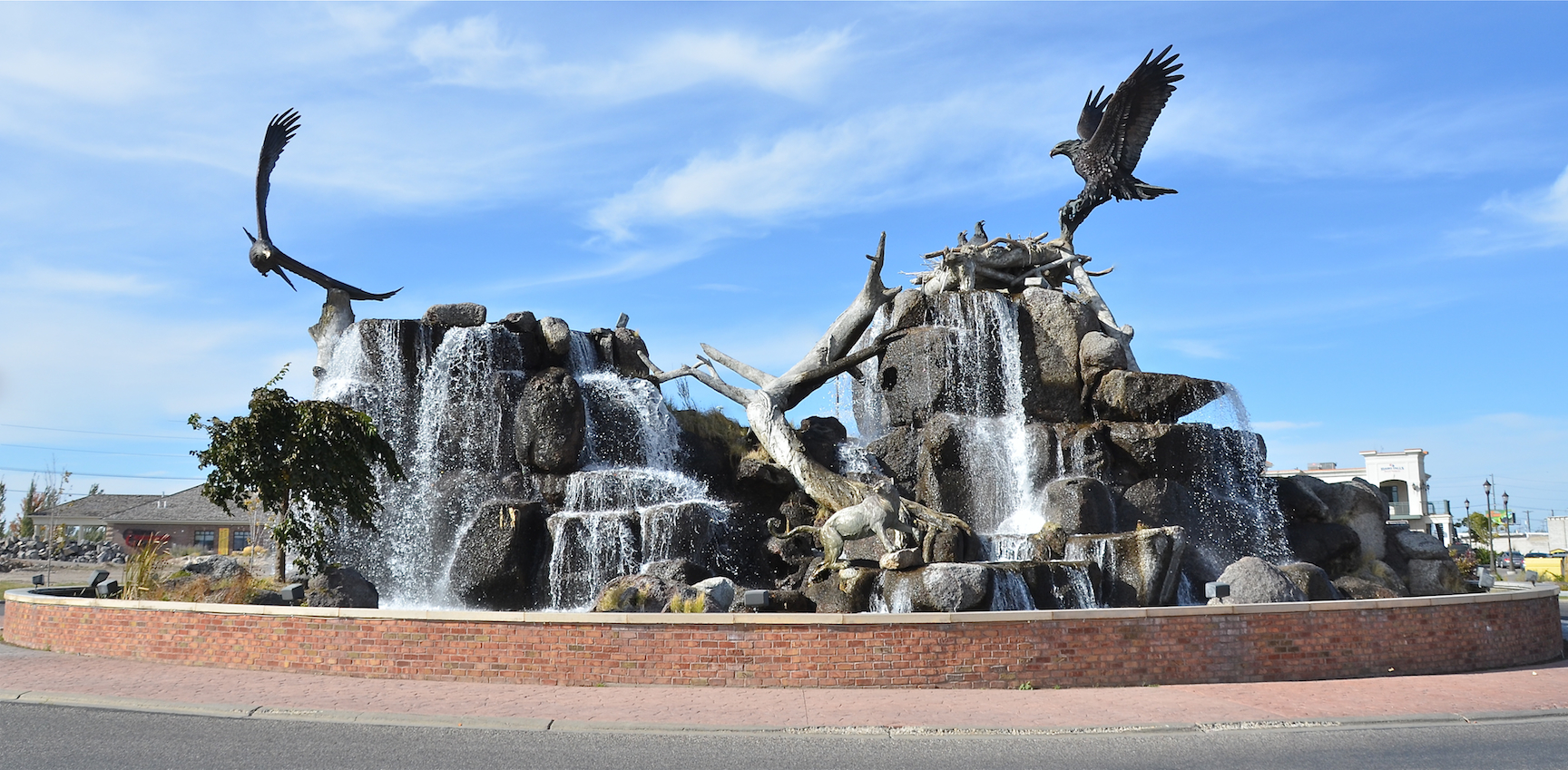
Фонтан та скульптура на вулиці Юта
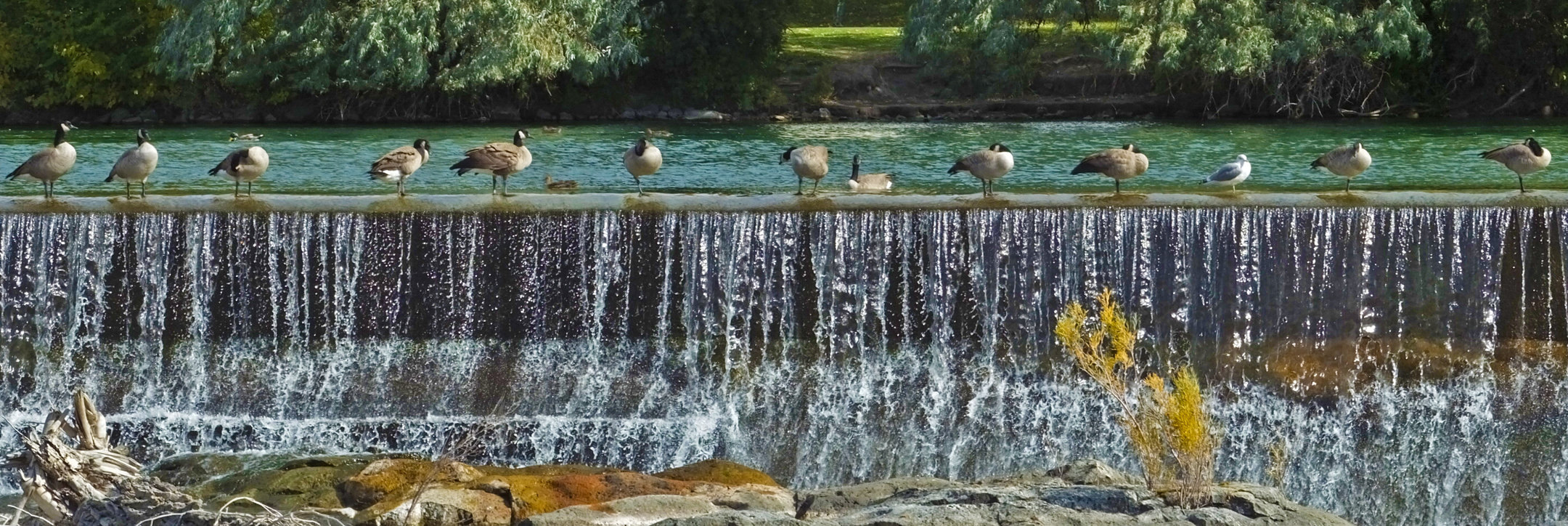
Гусі на водоспаді в Айдахо-Фоллс
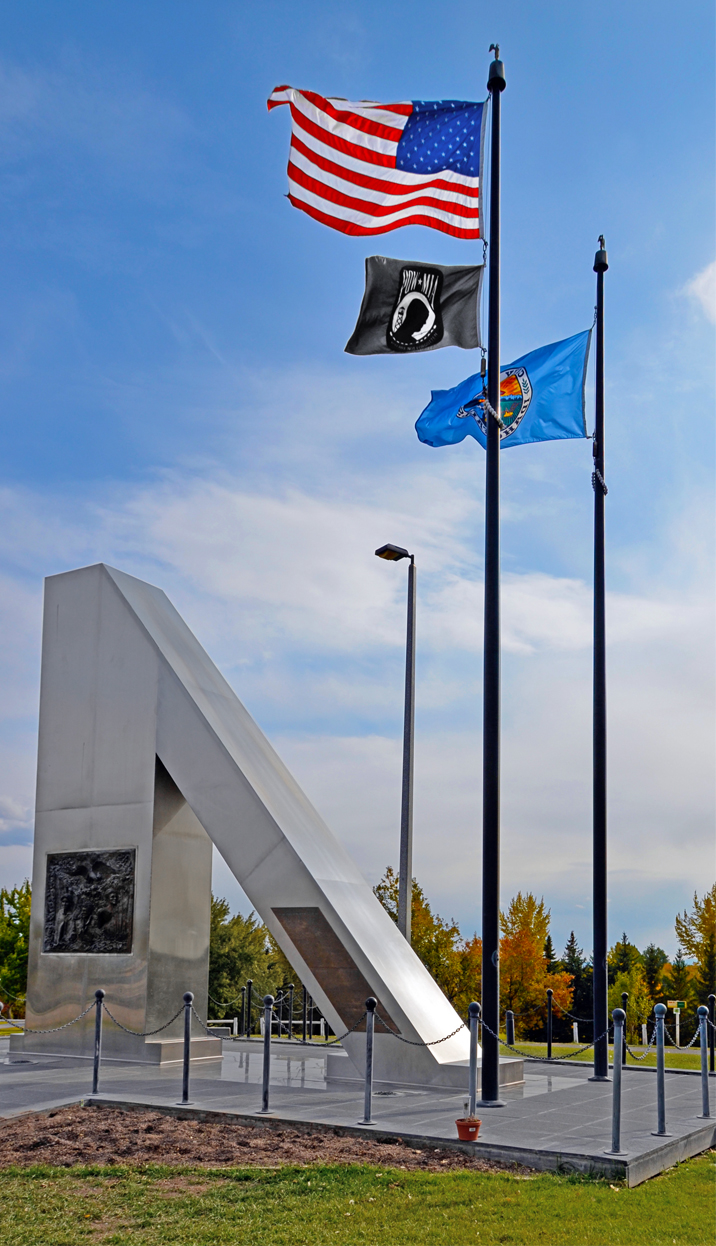
Пам'ятник ветеранам війни у В'єтнамі в парку Фрімен
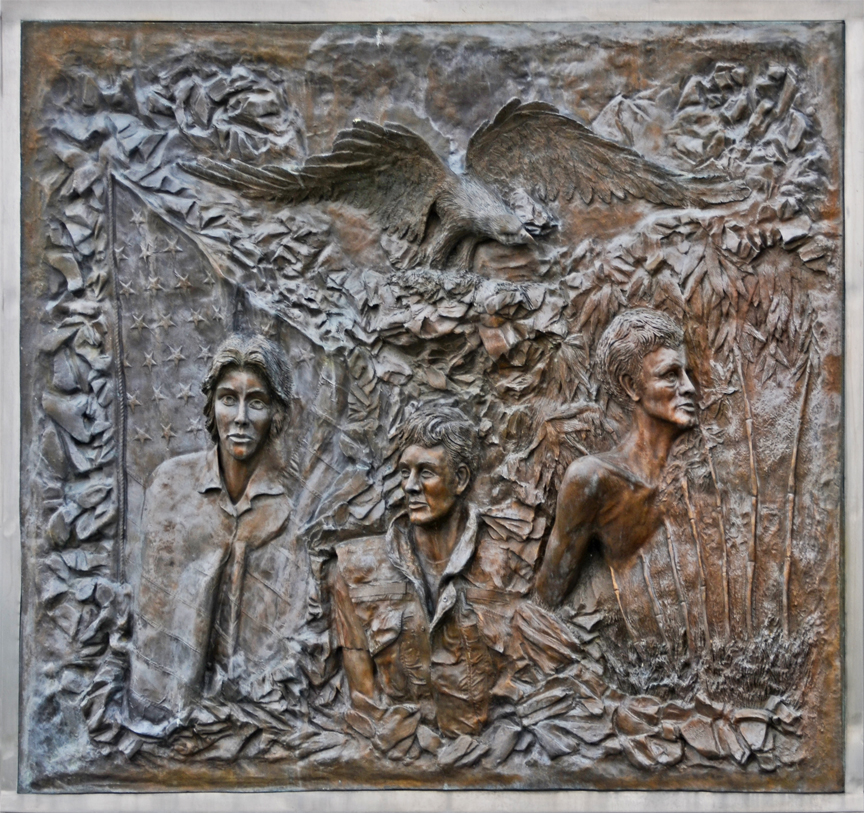
Військовий меморіал
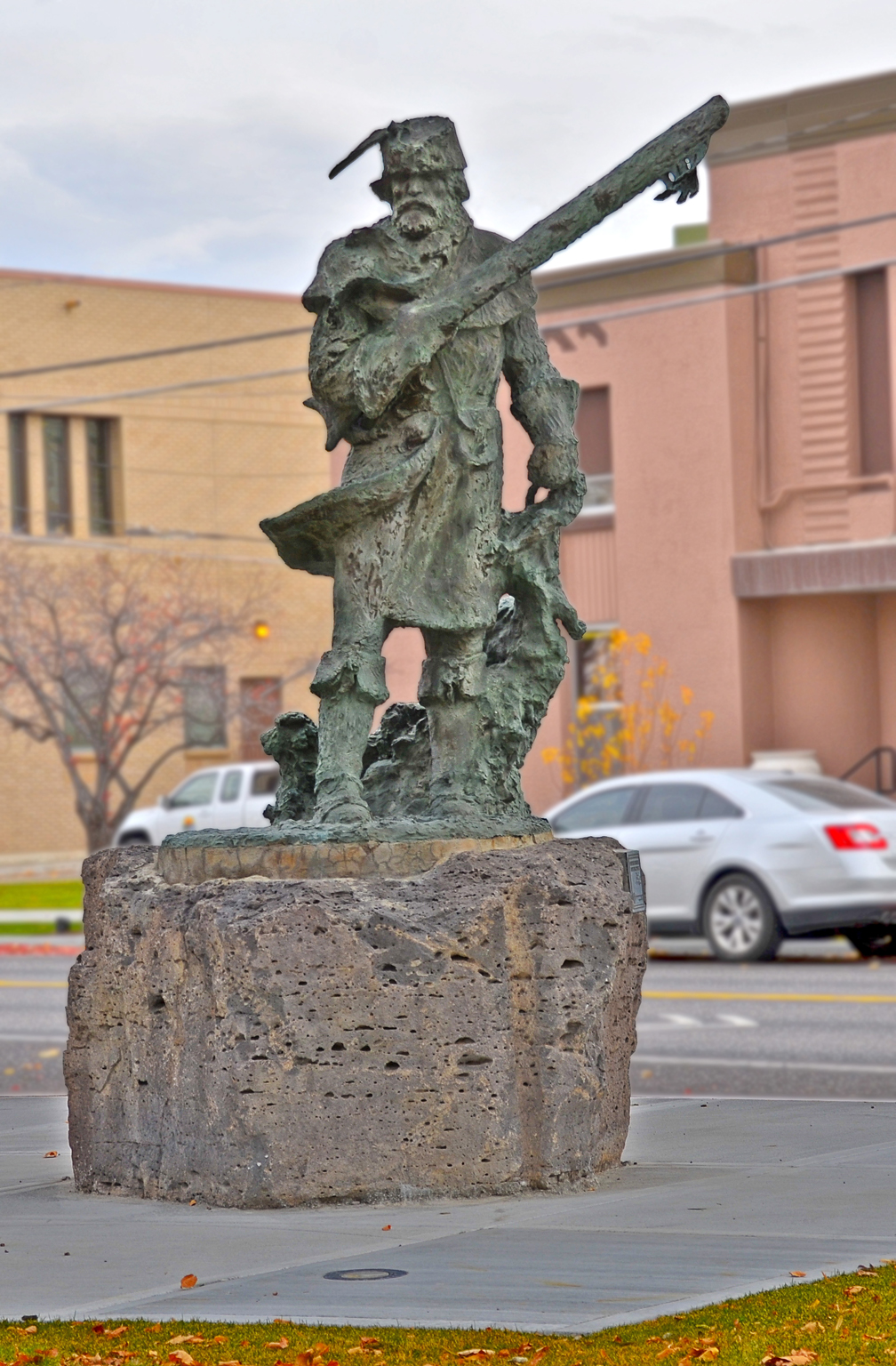
Скульптура мисливця на березі річки Снейк
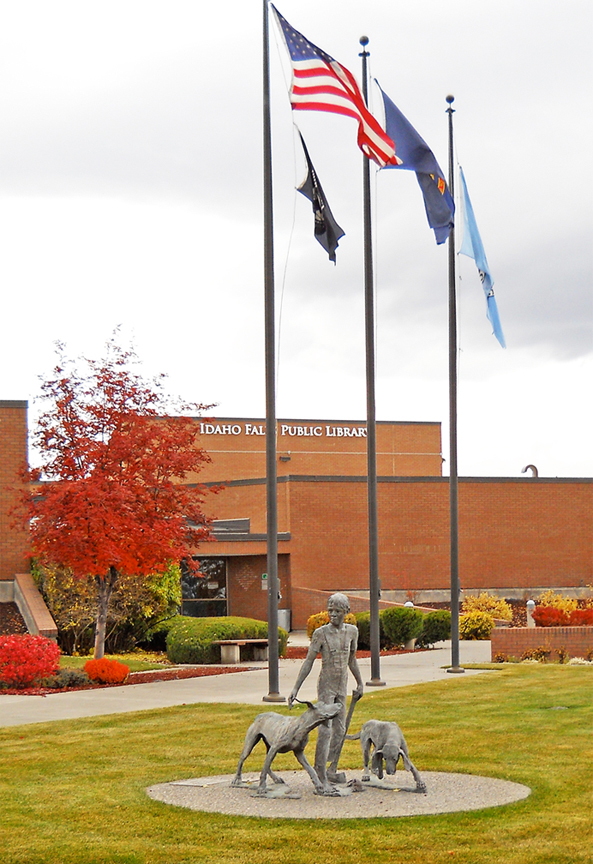
Скульптура біля бібліотеки Айдахо-Фоллс